# Semiothisa lutescens
Semiothisa lutescens är en fjärilsart som beskrevs av Barend J. Lempke 1952. Semiothisa lutescens ingår i släktet Semiothisa och familjen mätare. Inga underarter finns listade i Catalogue of Life.